# Mario Gonzales
Mario Gonzáles Benites (Lima, 19 de enero de 1936 - Trujillo, 28 de octubre del 2022), también conocido como Foca Gonzales, fue un futbolista y entrenador peruano, que posteriormente contó con la nacionalidad paraguaya.

## Biografía
“La Foca” nació y vivió sus primeros 4 años en la Calle Mono Pinta (Jirón Cailloma con Jirón Quilca) hasta que el terremoto que asoló Lima en 1940 hizo que se tuviera que mudar con su familia al Barrio Obrero de Caquetá.

## Trayectoria

### Como futbolista
Mario inicia a los 11 años en el equipo juvenil de Alianza Lima, su debut fue en una gira en Trujillo. La Foca cuenta que se escapó de su casa y ya en el camerín el 28 de julio de 1947 se impuso a base de llantos y reclamos para salir al campo uniformado, fue la atracción al presentarse en el campo dominando la redonda ante la aclamación del público quien lo reclamó a finales del segundo tiempo para que entrara, el DT del entonces equipo juvenil, Rafael Castillo hizo caso a la tribuna y La Foca jugó los últimos 10 minutos. Al día siguiente volvió a jugar medio tiempo.
Cabe resaltar que La Foca había sido hincha del Deportivo Municipal siendo niño, al punto que encima de la blanca camisa con la que iba al colegio ponía una banda roja para simular una camiseta de La Academia, sin embargo la tarde del 28 de julio lo marcó al punto de olvidar su amor primerizo y se hizo hincha del Alianza. 
El 30 de julio jugó los 60 minutos, los que duraba un partido de juveniles. La Foca se había robado el corazón de los trujillanos, cosa que hizo que se haga un nombre más adelante en la ciudad. Gonzales ganó títulos juveniles entre 1947 y 1953, compartiendo plantel con Huaqui Gómez Sánchez y su primo Víctor Benítez. Fue seleccionado juvenil en 1953 representando al Perú en el Sudamericano de Venezuela. Sin embargo cuando le tocó debutar no fue convocado por lo cual reclamó al dirigente Souza Ferreira recibiendo de él un desplante. Fue entonces que decidió marcharse y aterrizó en el eterno rival de Alianza, el Mariscal Sucre con quién debutó en Primera. 
Cuenta Gonzáles que esta situación fue especial pues no solo primero abandonó al Alianza sino luego le ganó al equipo del que había sido hincha el Deportivo Municipal. Al concluir ese año 1956 Gonzáles fue considerado “jugador revelación” del campeonato nacional. El año siguiente fue de su consolidación y también del nacimiento de la leyenda. El gran periodista Pocho Rospigliosi lo bautizó como “La Foca” por su gran parecido con el gran Dámaso Pérez Prado quien había llegado al Perú en ese tiempo. Pocho no solo lo bautizó sino lo promocionó entrevistándole en diversas locaciones, así había nacido su apodo.
En 1959 pasó al Deportivo Municipal su primer amor, donde jugó hasta 1964 al lado de uno de los tres gatitos. En 1960 fue parte del combinado Sport Boys y Deportivo Municipal que recorrió tres continentes jugando en América (Estados Unidos, México, Colombia y Ecuador), el Asia (Japón, China, Filipinas, Vietnam, Malasia, Singapur) y Europa (Italia, Alemania). A mitad de ese año es contratado por el Colo-Colo de Chile, finalmente rescindió contrato seis meses después.
En 1965 estuvo a prueba en el Carlos Concha, y le ofrecieron un precontrato (jugó seis amistosos), pero un dirigente no le pagó lo convenido (como le pasó también al Tano Bártoli). Fue entonces que el propio Juan Aurich lo contrata como refuerzo para que juegue por el club norteño. Una inoportuna renuncia del entrenador Pissani hizo que La Foca no solo jugara (incluso hizo el gol del triunfo de tiro libre) sino que debutara como Director Técnico. En Aurich de ese entonces jugaban Daniel Ruiz, Fernando Cárpena y el Muerto González. La Foca se quedó hasta inicios del próximo año, donde le pondría fin a su carrera como futbolista.

### Como entrenador
En 1966 es contratado por primera vez como director técnico, precisamente al Sport Loreto de Iquitos, luego pasó por el 2 de mayo en la Segunda y con el Politécnico Nacional del Oriente en la Tercera, donde dirigió a Valentín Zegarra, uno de sus mejores jugadores y quien se convirtió luego en su amigo.
En 1968 volvió a las canchas siendo contratado por el Deportivo Municipal como jugador y la vez asistente de Alejandro Heredia, terminó dirigiendo al club en la recta final. Le propuso ir a jugar a La Academia a un joven Hugo Sotil, había descubierto a uno de los cracks del fútbol peruano. Ese año salen campeones y regresan a Primera División.
En 1969 vuelve a Iquitos donde campeona con el Deportivo Aviación, en 1970 dirige al Carlos A. Mannucci que contaba con jugadores como Moacyr Pinto entre otros.
Los éxitos no paraban de sonreírle a La Foca. En 1971 sube al Centro Deportivo Sima del Callao a Primera División, ese mismo año un emisario del club paraguayo Nacional (Andrés Herrera) le propone ir a dirigir a este equipo, que luchaba por salvar la categoría. 
Su romance con el fútbol paraguayo empezó y duró 22 años con diversas interrupciones. Era el quinto entrenador de la temporada y “agarra un fierro caliente” y del brazo con el dirigente Sigfrido Majluf debutó en el Defensores del Chaco jugando contra el poderoso Olimpia. Cuenta La Foca que minutos antes de salir a la cancha sacó una imagen de San Martín de Porres y prendió unas velitas y posteriormente arengó a los jugadores entre los que estaban el arquero peruano Reynaldo Párraga y los paraguayos Sergio González, Coco Fleitas, Virilo Campo, Carlos Torres, Luis Torres y Monito Gonzáles, varios de ellos juveniles aún. Ese día ganaron 1-0 y nació la “Leyenda Guaraní”. Tras ganar 7 partidos terminó tercero en la tabla.
Luego de esa gran campaña (1971-1972) siguieron otras con el FBC Melgar (1973); con la selección juvenil del Perú con jugadores como Caíco Gonzáles Ganoza, Jaime Duarte, Julio Aparicio, Juan José Oré, Roberto Mosquera, entre otros (1974); Barcelona de Ecuador y Unión Pesquero de Ilo (1974); con Cerro Porteño (Paraguay) y con el Deportivo Junín (1975); y con el León de Huánuco con jugadores como Francisco Narduzzi, Kerosene Rodríguez, Máximo Falla, Raúl Gorriti y Bernabé Navarro (1976).
En 1977 fue campeón del torneo Apertura con Alianza Lima pero en el Claúsura tras una mala racha que tuvo su punto más bajo con la goleada en contra con el Sporting Cristal (0-4), La Foca fue separado de la dirección técnica. La prensa y afición consideró injusta la salida de La Foca quien indignado lanzó “un maleficio” para que Alianza no campeonara. Sin embargo ante el pedido de la hinchada, Pocho Rospigliosi organizó la concurrencia a La Foca a Matute para que levantara la maldición. Ese año Alianza campeonó de la mano del uruguayo Juan Hohberg.
En 1978 la gloria le volvió a dar la mano a La Foca, campeona la Copa Perú con Juventud La Palma de Huacho junto a Walter Minetto, William Huapaya, Enrique Bravo, Farromeque y otros.
La Foca siguió triunfando en Paraguay con el Nacional a quien ascendió en 1979. También dirigió a otros equipos paraguayos como Sol de América (1980) con el que fue campeón, al Tembetary (1981), al Cerro Porteño (1983), con el River Plate (1985), al Olimpia (1990) con quien fue campeón juvenil y de reservas y con el Resistencia en la Segunda (1992).
También dirigió al Wilsterman de Cochabamba (1982) con el que campeona, al Portuguesa de Venezuela (1984) sacándole campeón, Saprisa de Costa Rica (1987 y 1988), en 1989 volvió a ascender a su querido Nacional paraguayo. En el Perú dirigió dos años al Carlos A. Mannucci (1985 y 1986); al Deportivo Junín (1988); al Destroyer de Santa Cruz (1991); la selección juvenil de Paraguay (1991) y el Unión Minas (1993).
En 1995 volvió a Paraguay a dirigir al Nacional, su último paso por el futbol profesional; luego al Sportivo Limpeño 1998 y 1999, el año 2000 salvó al Nacional de ir a la Tercera, y dirigió al Tembetary en el 2002.
Al final de su carrera, La Foca se abocó a sacar nuevos valores femeninos y del fútbol escolar (fue campeón del ADECORE con el Almirante Guise). Oficialmente su último equipo fue el Cultural Casma de Huarmey de la Copa Perú en el 2004.

## Clubes

### Como futbolista
| Club                | País  | Año         |
| ------------------- | ----- | ----------- |
| Mariscal Sucre      | Perú  | 1953 - 1958 |
| Deportivo Municipal | Perú  | 1959 - 1964 |
| Colo-Colo           | Chile | 1964        |
| Juan Aurich         | Perú  | 1965        |
| Deportivo Municipal | Perú  | 1968        |

### Como entrenador
| Club                            | País       | Año         |
| ------------------------------- | ---------- | ----------- |
| Juan Aurich                     | Perú       | 1965        |
| Sport Loreto                    | Perú       | 1966        |
| Deportivo Municipal (Asistente) | Perú       | 1968        |
| Deportivo Aviación              | Perú       | 1969        |
| Carlos A. Mannucci              | Perú       | 1970        |
| Deportivo Sima                  | Perú       | 1971        |
| Club Nacional                   | Paraguay   | 1971 - 1972 |
| FBC Melgar                      | Perú       | 1973        |
| Selección Peruana Juvenil       | Perú       | 1974        |
| Barcelona SC                    | Ecuador    | 1974        |
| Unión Pesquero Ilo              | Perú       | 1974        |
| Deportivo Junín                 | Perú       | 1975        |
| Cerro Porteño                   | Paraguay   | 1975 - 1976 |
| León de Huánuco                 | Perú       | 1976        |
| Alianza Lima                    | Perú       | 1977        |
| Juventud La Palma               | Perú       | 1978        |
| Club Nacional                   | Paraguay   | 1979        |
| Sol de América                  | Paraguay   | 1980        |
| Atlético Tembetary              | Paraguay   | 1981        |
| Jorge Wilstermann               | Bolivia    | 1982        |
| Cerro Porteño                   | Paraguay   | 1983        |
| Portuguesa                      | Venezuela  | 1984        |
| River Plate                     | Paraguay   | 1985        |
| Carlos A. Mannucci              | Perú       | 1986        |
| Cúcuta Deportivo                | Colombia   | 1987        |
| Deportivo Saprissa              | Costa Rica | 1987 - 1988 |
| Club Nacional                   | Paraguay   | 1989        |
| Olimpia Juvenil                 | Paraguay   | 1990        |
| Selección Sub-20                | Paraguay   | 1991        |
| Club Destroyer's                | Bolivia    | 1991        |
| Resistencia SC                  | Paraguay   | 1992        |
| Unión Minas                     | Perú       | 1993        |
| Club Nacional                   | Paraguay   | 1995        |
| Sportivo Limpeño                | Paraguay   | 1998 - 1999 |
| Club Nacional                   | Paraguay   | 2000        |
| Atlético Tembetary              | Paraguay   | 2002        |
| Club Cultural Casma             | Perú       | 2004        |

## Palmarés

### Como entrenador
| Título           | Club                | País       | Año  |
| ---------------- | ------------------- | ---------- | ---- |
| Segunda División | Deportivo Municipal | Perú       | 1968 |
| Segunda División | Deportivo Sima      | Perú       | 1971 |
| Torneo Apertura  | Alianza Lima        | Perú       | 1977 |
| Copa Perú        | Juventud La Palma   | Perú       | 1978 |
| Segunda División | Club Nacional       | Paraguay   | 1979 |
| Primera División | Deportivo Saprissa  | Costa Rica | 1988 |
| Segunda División | Club Nacional       | Paraguay   | 1989 |